# Id Software

id Software (чита се ид софтвер) је америчка компанија која се бави производњом и издавањем видео-игара. Седиште компаније налази се у Мескиту, Тексас. Компанију су 1991. године основала четворица програмера предвођена Џоном Кармеком (енгл. John Carmack), главним програмером. Компанија се прославила низом спешних рачунарских игара и њихових наставака, попут игара Doom и Quake, као и графичким погоном Quake engine.
Године 2009. компанију је купила фирма ZeniMax Media.